# Коган, Шулим Меерович
Шу́лим Ме́ерович Ко́ган (англ. A. Shulim Kogan; 20 января 1930, Четатя-Албэ, Бессарабия — 21 октября 2014, Пало-Алто, США) — советский и американский физик в области физики конденсированного состояния, доктор физико-математических наук (1969), профессор (1983).

## Биография
Шулим Коган родился в южном бессарабском городке Аккерман (в период румынского суверенитета — Четатя-Албэ) в 1930 году. Летом 1941 года был с семьёй эвакуирован на Урал. После окончания Уральского государственного университета им. А. М. Горького в Свердловске в 1953 году преподавал физику в средней школе. В 1956—1959 годах — аспирант в Московском государственном университете имени М. В. Ломоносова под руководством В. Л. Бонч-Бруевича. С 1959 года работал в Институте радиотехники и электроники АН СССР (с 1980 года — заведующий лабораторией). Одновременно преподавал в Московском физико-техническом институте и МГУ. С 1992 по 2003 год работал в Национальной Лаборатории в Лос-Аламосе (Нью-Мексико, США). В 2009 году переехал в Пало-Алто (Калифорния).
Лауреат международной премии журнала «R&D Magazine» R&D100 (2004) за разработку пьезоэлектрического аэросоника — акустического концентратора аэрозольных загрязнителей (Aerosonic: Acoustic Concentrator of Aerosol Contaminants).

## Научная деятельность
Область научных интересов Ш. М. Когана — физика горячих электронов в полупроводниках, теория флуктуационных явлений (электронных шумов), фотопроводимость твёрдых тел, фототермическая ионизация, спектроскопия примесей. В 1962—1968 годах исследовал физические явления в полупроводниках с отрицательной дифференциальной проводимостью и разработал теорию электрических неустойчивостей, приводящих к образованию доменов электрического поля и шнуров тока. Предсказал, что спектр равновесного магнитного шума в спиновых стёклах обратно пропорционален частоте (1/f-шум). Развил теорию низкочастотных флуктуаций сопротивления, вызываемых перескоком дефектов. Построил теорию шумов в слабосвязанных сверхпроводниках. Разработал (совместно с Т. М. Лифшицем и Ф. Я. Надем) новый метод спектроскопии примесей в полупроводниках — фототермоионизационной спектроскопии. Ввёл понятие тензора фотопроводимости и совместно с Ю. С. Гальперн построил теорию анизотропной фотопроводимости в однородных проводниках с изотропной диэлектрической проницаемостью и проводимостью. Открыл (с соавторами) электронный фототермомагнитный эффект.
Отдельные статьи Шулима Когана входят в число высокоцитируемых научных трудов (напр. Бонч-Бруевич, В. Л. & Коган, Ш. М. The formation of domains in semiconductors with negative differential resistance. Физика твёрдого тела 7:23—27, 1965).

### Теория флуктуаций в системах горячих электронов
В 1969 году Ш. М. Коган построил (совместно со своим аспирантом А. Я. Шульманом, 1969) теорию квазиклассических флуктуаций в неравновесных системах и развил общий метод вычисления корреляционных функций в этих системах. Наряду с предложенным в то же время методом моментов (Ганцевич, Гуревич, Катилюс), квази-классический метод Когана—Шульмана, основанный на добавлении в правую часть уравнения Больцмана ланжевеновских источников, отвечающих за флуктуации функции распределения, стал основным методом решения классических неравновесных задач с флуктуациями. Хотя оригинальная формулировка Когана и Шульмана относилась к статистике Больцмана и тепловым флуктуациям, метод гораздо более универсален, и описывает статистику Ферми и статистику Бозе, а также системы, где флуктуации вызваны внешней силой. Так, после открытия дробового шума в наноструктурах, метод Когана—Шульмана, в силу лёгкости учёта электрон-электронного и электрон-фононного взаимодействия, стал одним из основных методов расчёта дробового шума, и практически единственным для систем горячих электронов, где эффективная температура электронов отличается от температуры окружающей среды и определяется приложенным напряжением.

## Семья
- Жена — Людмила Викторовна Берман — физик, выпускница МГУ (1960). Тесть — Виктор Лазаревич Берман — физик, популяризатор науки, автор научно-популярных книг, в том числе «Космогония Солнечной системы» (издательство МГУ, 1996), «Космогония Земли. Горизонтальные мантийные течения» (издательство МГУ, 2-е издание, 1997), «Строение атомов и молекул» (издательство МГУ, 1998), «Основные модели и гипотезы физики» (издательство МГУ, 2-е издание, 1999)[15].
- Брат — Фавел Меерович Коган (1924—2000) — учёный-гигиенист, доктор медицинских наук, профессор, автор научных трудов в области профзаболеваний.

### Книги
- Sh. Kogan. Electronic Noise and Fluctuations in Solids. Cambridge University Press: Кембридж, 1996 (с посвящением отцу физика М. Ф. Когану, 1898—1948). Русский перевод К. Э. Нагаева: «Электронный шум и флуктуации в твёрдых телах», Российский фонд фундаментальных исследований, ИРЭ РАН. Москва: Физматлит, 2009[16].
- A. Shulim Kogan, Michael B. Weissman & Nathan E. Israeloff (editors), Noise as a Tool for Studying Materials. Proceedings of the Second International Symposium on Fluctuations and Noise. Society of Photo-Optical Instrumentation Engineers (SPIE): Беллингэм, 2003.

### Научные публикации
- Девятков А. Г., Лифшиц Т. М., Коган Ш. М. Электропроводность сурьмянистого индия n-типа при низких температурах. // Физика Твердого Тела. 1964, № 6, стр. 1658—1663.
- Коган Ш. М., Лифшиц Т. М., Сидоров В. И. Рекомбинационное излучение в кремнии, стимулированное длинноволновым ИК-излучением (полный текст) // Письма в ЖЭТФ, том 2, вып. 8.
- Коган Ш. М., Седунов Б. И. Фототермическая ионизация примесного центра // Физика твердого тела, 1966, т. 8, в. 8, с. 2382—2389.
- Kogan Sh. М., Lifshits, T. М. Photoelectric Spectroscopy — a New Method of Analysis of Impurities in Semiconductors // Physica status solidi (a), 1977, 39, № 1, p. 11.
- Beinikhes, I.L., Kogan, Sh.M. Spectra of Shallow Donors // in Multivalley Semiconductors, 1986 (полный текст)
- D. Mozyrsky, Sh. Kogan, G.P. Berman. Time Scale of Phonon Induced Decoherence of Semiconductor Spin Qubits , 2001 (полный текст)
- Sh. Kogan. Van der Waals Force Noise. 2005 (полный текст)